# 쇼난마치야역
쇼난마치야역(일본어: 湘南町屋駅, しょうなんまちやえき)은 일본 가나가와현 가마쿠라시에 있는 쇼난 모노레일 에노시마 선의 역이다.

## 역 구조
단선 승강장 1면 1선의 고가역. 하나의 승강장에 양방향 열차가 발착하다 때문에, 전철 접근 표시와 접근 방송이 있다. 고가상의 플랫폼과 지평의 역사를 계단 및 엘리베이터가 연결한다.
원래는 승차권을 승무원이 회수하거나 역 내장된 표 지갑에 투입하고 있었지만, 최근 공사로 자동 개찰기와 자동 정산기가 설치되었다. 또한, 역사에는 자동 매표기, 자동 판매기(담배, 청량 음료, 신문)가 설치되었고 화장실도 있다.
무인역이지만, 평일 아침 러시아워에는 혼잡에 대응하기 위한 푸시맨 및 집찰 업무원이 배치되어 있다.

## 역 주변
역은 언덕 중턱에 위치한 언덕 기슭에 미쓰비시 전기 및 그 관련 회사 협력 업체 등 공장이 들어서 가마쿠라 시내 최대의 공업 지대이다. 언덕 꼭대기 쪽은 노무라 부동산이 개발한 주택가이다.
날씨 조건이 좋은 날에는 후지산과 아시가라 산도 바라볼 수 있다.
역 인근 야산은 후지즈카로 부근의 "후지즈카"라는 지명의 유래가 되고 있다.
- 미쓰비시 전기 가마쿠라 제작소
- 료에이 테크니카
- 가마쿠라 중앙 공원
- 후지즈카 공원
- 가마쿠라 시립 후지즈카 초등학교

## 역사
- 1970년 3월 7일: 개업.
- 2005년 3월 2일: 배리어 프리화 된 신역사 이용 개시.
- 2016년 3월 30일: 자동 개찰기와 자동 정산기 운용 개시.

## 인접역
| 쇼난 모노레일 ■ 에노시마 선 | 쇼난 모노레일 ■ 에노시마 선 | 쇼난 모노레일 ■ 에노시마 선    |
| --------------------------- | --------------------------- | ------------------------------ |
| 후지미초 오후나 방면        |                             | 쇼난후카사와 쇼난에노시마 방면 |